# 이민규 (가수)
이민규(1970년 10월 16일 ~ )는 대한민국의 가수이다.

## 생애
그는 1989년 언더그라운드 라이브 클럽에서 록 음악 가수 첫 데뷔하였고 1993년 보컬 음악 그룹 미스터 투의 보컬리스트로 정식 데뷔하였으며 1996년에는 CJ제일제당과 계약을 맺고 《이민규 1집》 앨범(Love Songs) 수록작 《아가씨》라는 곡으로 솔로활동을 시작하게 되었다 2000년 영화 《산책》의 단역으로 영화배우로 데뷔했으며 2010년 초기를 전후한 시기부터 미스터 투 활동을 재개하고 있다.

## 기본 정보
- 취미 : 영화감상, 음악감상, 골프, 수영, 볼링
- 학력 : 서울 대신고등학교 졸업
- 신장 : 170cm
- 체중 : 63kg
- 경력 : 그룹 "미스터 투" 멤버

## 방송 출연

### TV 방송
- 1994년 KBS2 《퀴즈탐험 신비의 세계》
- 2015년 JTBC《투유 프로젝트 - 슈가맨》
- 2019년 MBC 《미스터리 음악쇼 복면가왕》- 밤 밤바라 밤밤! 가왕 발라버려! 군밤 (참가자)

## 주요 발매 앨범
- Lee Min Kyu
- 비상(飛上)

## 주요 히트곡
- 아가씨